# Germánium-tetrafluorid
A germánium-tetrafluorid szervetlen vegyület, a germánium fluoridja, képlete GeF4. Színtelen gáz, germánium és fluor vagy germánium-dioxid (GeO2) és folysav (HF) reakciójával állítható elő. Germánium-difluoridot germánium-tetrafluorid és porított germánium 150–300 °C-on végzett reakciójával lehet előállítani.

## Előállítása
Germánium és fluor vagy hidrogén-fluorid reakciójával állítható elő:
Ge + 2 F2 → GeF4
A Ba[GeF6] komplex hőbomlása során is keletkezik:
Ba(GeF6) → GeF4 + BaF2

## Tulajdonságai
Nem éghető, fokhagyma szagú, erősen füstölgő gáz. Vízzel reagálva hidrogén-fluorid és germánium-dioxid keletkezik. 1000 °C hőmérséklet felett bomlik.
Fluorid donorokkal GeF5− aniont képez, melyben polimerizáció miatt a Ge atom körül oktaéderes koordináció alakul ki. Az önálló, bipiramisos GeF5− anion szerkezeti jellemzését egy újszerű, „csupasz” fluorid reagens, az 1,3-bisz(2,6-diizopropilfenil)imidazólium-fluorid segítségével végezték el.

## Felhasználása
A diszilánnal együtt a SiGe szintéziséhez használják.

## Fordítás
- Ez a szócikk részben vagy egészben  a   Germanium tetrafluoride című angol Wikipédia-szócikk ezen változatának fordításán alapul.  Az eredeti cikk szerkesztőit annak laptörténete sorolja fel. Ez a jelzés csupán a megfogalmazás eredetét és a szerzői jogokat jelzi, nem szolgál a cikkben szereplő információk forrásmegjelöléseként.